# Jadwiga Kowalczykówna
Jadwiga Kowalczykówna (ur. 12 grudnia 1874 w Warszawie, zm. 11 sierpnia 1944 tamże) – nauczycielka, która wraz z Jadwigą Jawurkówną założyła i prowadziła przez 41 lat prywatną szkołę dla dziewcząt, znaną jako „Szkoła na Wiejskiej”. Obie Panny Jadwigi zostały zastrzelone przez Niemców w czasie powstania warszawskiego.

## Dzieciństwo i młodość

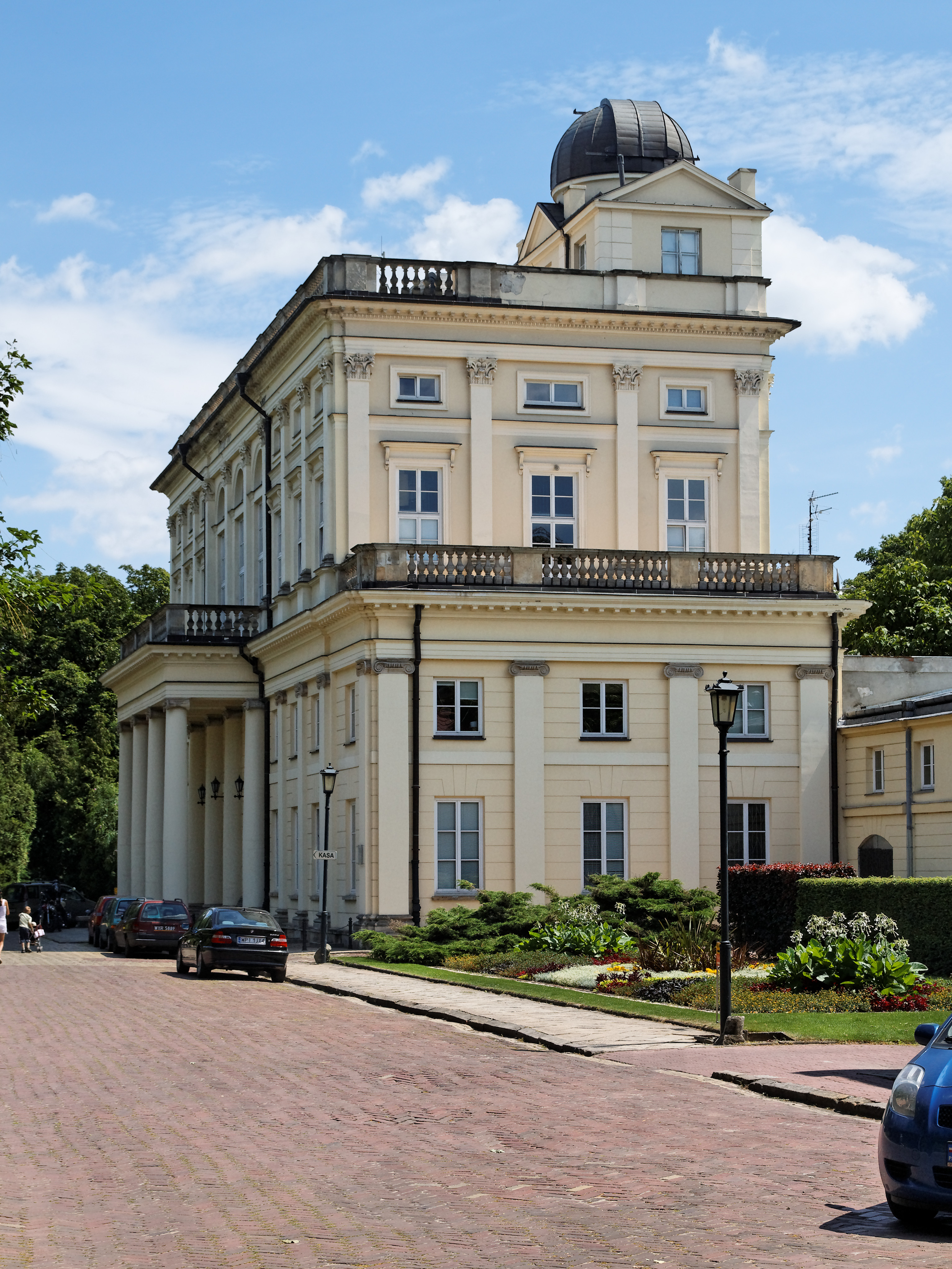
Obserwatorium Astronomiczne na terenie Ogrodu Botanicznego UW

Jadwiga Kowalczykówna była córką polskiego astronoma, Jana Kowalczyka, docenta Szkoły Głównej Warszawskiej, dyrektora Obserwatorium Astronomicznego. Jej dziadkiem ze strony matki, Aleksandry, był botanik Jerzy Aleksandrowicz, w latach 1862–1869 dyrektor Ogrodu Botanicznego UW w Warszawie, na którego terenie znajdował się budynek Obserwatorium. Liczna rodzina Kowalczyków mieszkała na parterze tego budynku.
Jadwiga Kowalczykówna skończyła prywatną polską szkołę 6-klasową, prowadzoną przez Henrykę Czarnocką, a następnie uczęszczała do siódmej klasy gimnazjum rządowego. Ukończyła je ze złotym medalem i dyplomem nauczycielki domowej.
W latach 1898–1903 uczyła się na Uniwersytecie Latającym, gdzie wykładowcami byli m.in. profesorowie Władysław Smoleński, Edward Grabowski, Adam Mahrburg, Bronisław Chlebowski, Ludwik Krzywicki, Piotr Chmielowski i Władysław Dawid. W tym samym czasie uczyła języka polskiego i matematyki (prywatnie i na tajnych kompletach).

## Plany i ich realizacja

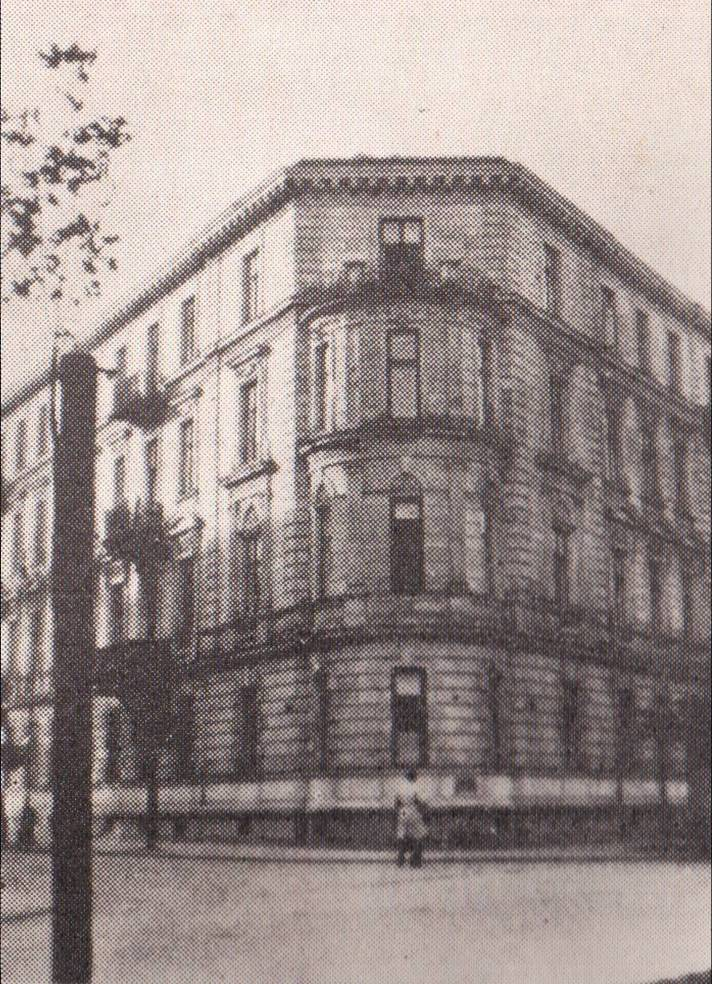
Budynek szkoły przy ul. Wiejskiej 5 (róg Wiejskiej i Matejki, ok. 1930 r.)

W czasie studiów Jadwiga Kowalczykówna zaprzyjaźniła się z Jadwigą Jawurkówną. Obie przyjaciółki, tak samo energiczne i pracowite, rozpoczęły w 1903 roku realizację wspólnych marzeń o nowoczesnej szkole dla dziewcząt, w której panowałaby atmosfera przyjaźni, zaufania i tolerancji, szkoły kształtującej umysły i charaktery, rozwijającej uczucia patriotyczne, tolerancję dla przekonań innych, poważny i twórczy stosunek do pracy. Założyły prywatną szkołę przy Wiejskiej 5, której poświęciły całe swoje życie. Pannom Jadwigom udało się zatrudnić w szkole wysoko wykwalifikowanych nauczycieli. Skutecznie przełamywały bariery, stawiane przez władze carskie przed odzyskaniem niepodległości. Wykorzystały okres wolności (1918–1939) dla rozwoju szkolnej bazy lokalowej i unowocześniania programów i metod nauczania. W Szkole na Wiejskiej uczyli m.in. Konrad Górski (język polski), Henryk  Mościcki (historia Polski), Stefan Kulczycki (matematyka), Jan Babiński (chemia), Tadeusz Miłobędzki (fizyka, tajne komplety), Józef Birkenmajer (łacina), ks. Antoni Bogdański (religia), ks. Jan Mauersberger (religia), Zofia Niesiołowska-Rothertowa (polski), Wanda Karpowiczówna (biologia), Jan Ehrenfeucht (matematyka, fizyka) i Zofia z Doroszewskich Ehrenfeuchtowa (chemia). Panna Kowalczykówna – Jadwiga Czarna uczyła matematyki (1903–1917) i języka polskiego (1914–1939), a Jadwiga Jawurkówna – Jadwiga Biała – religii i śpiewu (zob. Stosunek do religii). Panna Czarna i Biała – tak Panny Jadwigi były nazywane przez wszystkie uczennice i nauczycieli.
W okresie okupacji niemieckiej (1939–1944) Panny Jadwigi kontynuowały pracę pedagogiczną w zakresie szkoły powszechnej w różnych lokalach, przekazanych szkole przez okupanta, a częściowo na kursach tajnych – w prywatnych mieszkaniach (zakazany przez okupanta zakres I i II klasy gimnazjalnej i liceum).

## Okoliczności śmierci

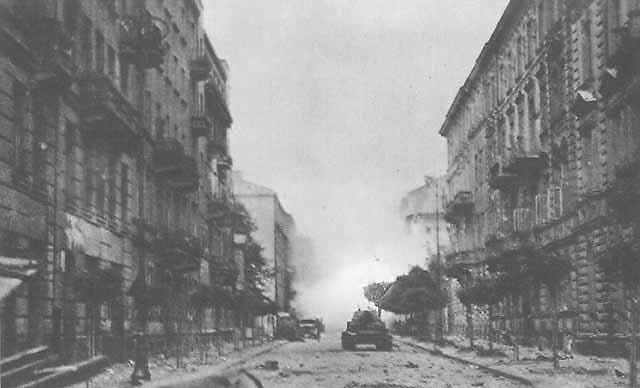
ul. Piękna (wówczas Piusa XI) 22 sierpnia 1944

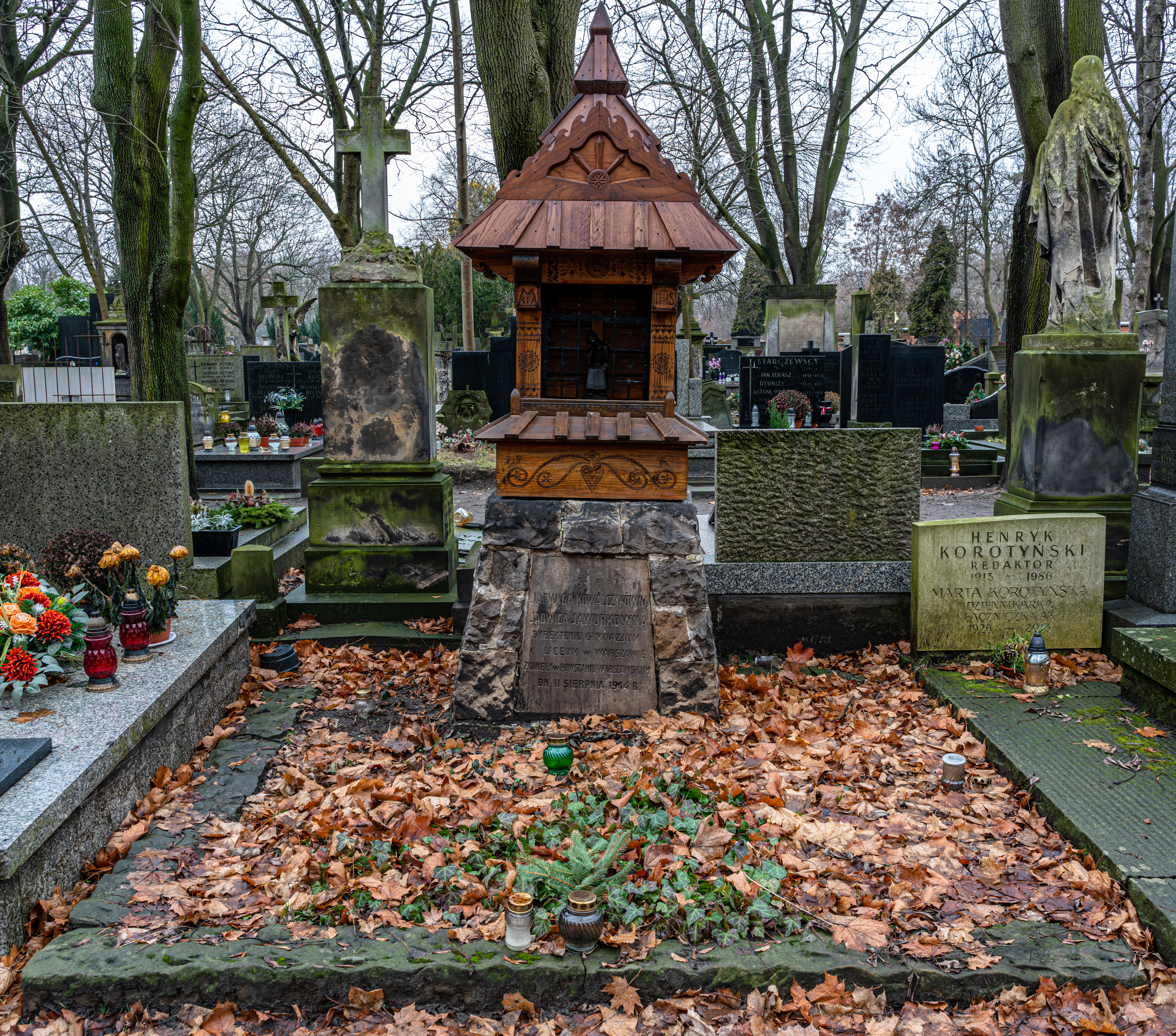
Grób Jadwigi Kowalczykówny na cmentarzu Powązkowskim

W czasie powstania warszawskiego ciężko chora Jadwiga Kowalczykówna przebywała, wraz z licznymi członkami rodziny i z Jadwigą Jawurkówną, w mieszkaniu przy Al. Niepodległości 132 m. 41, należącym do jej siostrzeńca, Wiktora Ehrenfeuchta. Powstańcy byli zmuszeni wycofać się z tego terenu już 2 sierpnia 1944, w drugim dniu powstania dom był już kontrolowany przez Niemców. Kilku powstańców dotarło tu 11 sierpnia; jeden z nich – ranny – nie był w stanie wycofać się. Po ponownym wejściu Niemców został zastrzelony, a mieszkańcom budynku kazano opuścić mieszkania. Ze względu na stan zdrowia Jadwigi Kowalczykówny w mieszkaniu 41 zostały trzy starsze panie – dwie Panny Jadwigi i Maria Ehrenfeuchtowa (siostra Jadwigi Czarnej i wychowawczyni w Szkole na Wiejskiej). Wychodzący z domu sąsiedzi słyszeli, że w tym mieszkaniu żandarmi krzyczeli coś po niemiecku, a panie odpowiadały po polsku. Potem padły strzały i mieszkanie zostało podpalone. Aniela Miklaszewska-Ehrenfeucht, która dotarła do spalonego domu następnego dnia, znalazła w ruinach zwęglone ciała (kul nie odszukała). Prochy pochowano w rocznicę śmierci zmarłych, 11 sierpnia 1945 roku. Pochowana na cmentarzu Powązkowskim (kwatera 62-5-16/17).
W latach 50. na frontowej ścianie budynku w al. Niepodległości 132/136 umieszczono tablicę Tchorka upamiętniającą zamordowanych mieszkańców domu.

## Wspomnienia

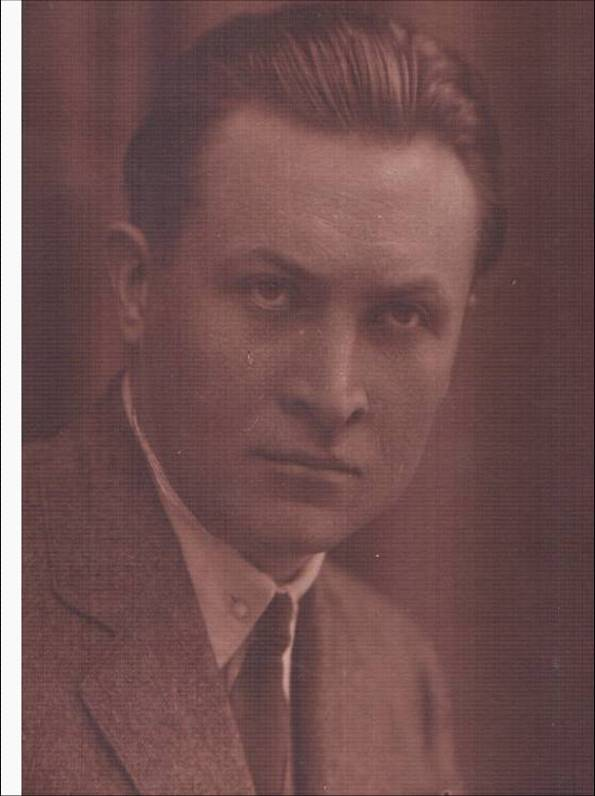
prof. Konrad Górski (polonista w latach 1923–1934)

Profesor Konrad Górski tak wspomina swoje pierwsze spotkanie z Panną Jadwigą Czarną w 1923 roku, gdy starał się o posadę nauczyciela na znanej pensji, do której przed laty chodziła jego siostra:

…z wielkim zaciekawieniem czekałem w małym pokoiku – służącym za «pokój nauczycielski» – na chwilę pierwszego ujrzenia osoby, której nazwisko było mi już tak dobrze znane w dzieciństwie. Wreszcie zjawiła się cicho i dyskretnie postać niewieścia w czarnej skromnej sukni, średniego wzrostu, szczupła i raczej drobna. W wyrazie twarzy uderzały od razu dwa szczegóły: oczy ciemne, pełne blasku, siły, ale i dobroci oraz dziwny uśmiech, przez który wyrażał się zarówno macierzyński stosunek do całego otoczenia, jak i radość wewnętrzna, będąca przywilejem ludzi o nieskazitelnej czystości serca. Obejście pełne prostoty i bezpośredniości, nacechowane olbrzymią sumą zaufania, jaką się obdarza zazwyczaj tylko ludzi dobrze znanych i poznanych. Słowem ktoś, kto od pierwszej chwili umie otoczyć świeżo ujrzanego człowieka atmosferą światła i ciepła.

Na temat okoliczności śmierci Panny Jadwigi napisał na zakończenie:

Tajemnica śmierci każdego człowieka jest niepodzielną własnością Boga. Toteż kto by w tym wypadku chciał Panu Bogu zadawać buntownicze pytania, niech sobie przypomni, że święta Joanna d'Arc także zginęła w płomieniach stosu wzniesionego przez chwilowo triumfujące zło.

Wspomnienia opublikowano w książce „Szkoła na Wiejskiej” (wyd. Znak 1974), wśród wielu innych relacji ludzi związanych ze Szkołą Panny Jadwigi Czarnej i Panny Jadwigi Białej. Wszystkie teksty  świadczą, że Panny Jadwigi osiągnęły swój cel – stworzyły szkołę, o jakiej marzyły. Duże grono jej nauczycieli i wychowanek stara się:

…przekazać współczesnym polskim pedagogom nieprzemijające wartości pedagogiczne i wychowawcze cechujące Szkołę na Wiejskiej. Stanowią one bowiem ważki wkład w rozwój polskiej postępowej myśli pedagogicznej pierwszej połowy XX wieku. Niepełna byłaby historia szkolnictwa polskiego (a zwłaszcza warszawskiego) tego okresu, gdyby nie uwzględniono dorobku Szkoły Jadwigi Kowalczykówny i Jadwigi Jawurkówny [„Szkoła na Wiejskiej”, fragment wstępu, opracowanego przez Komitet Redakcyjny].

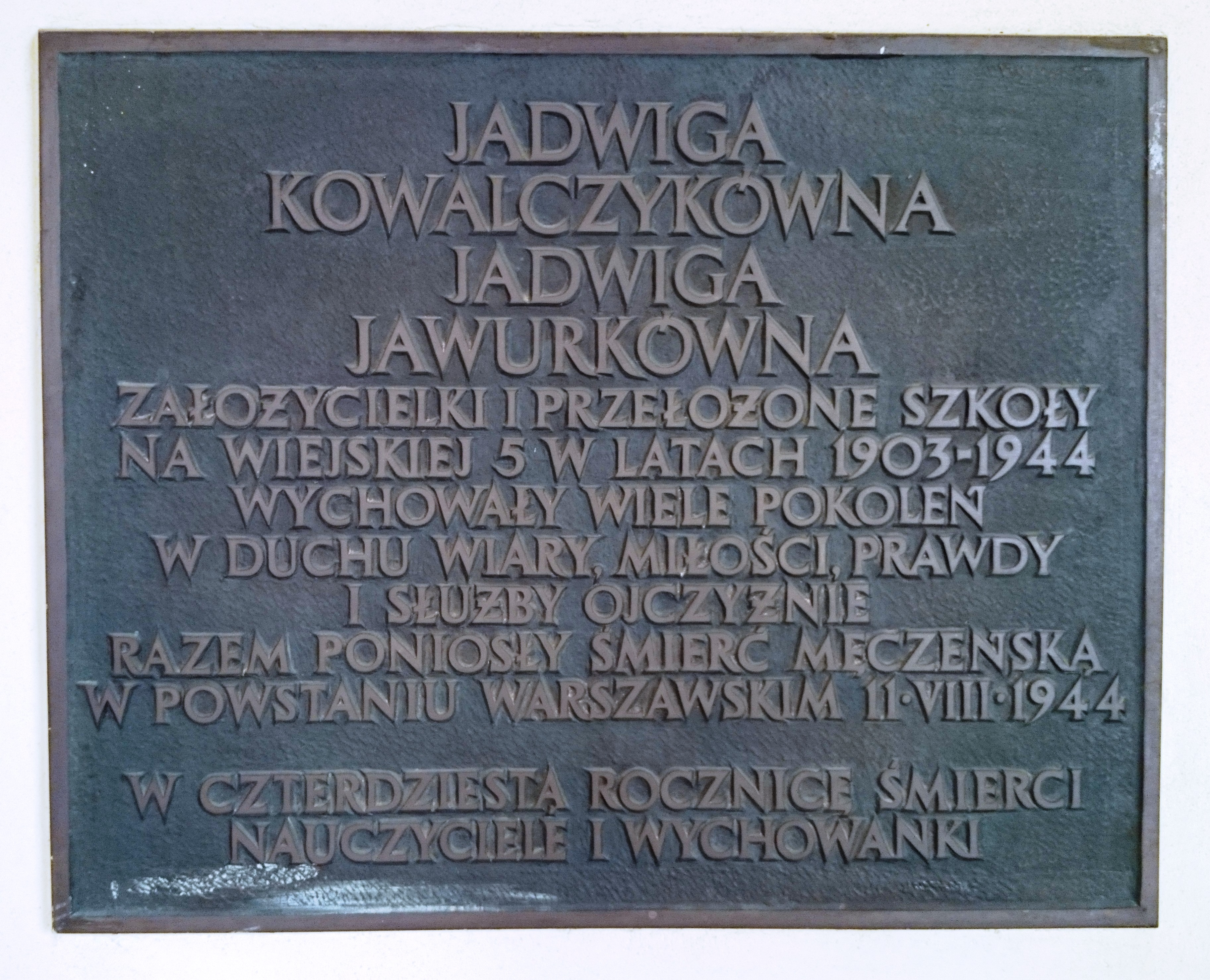
U góry: kamień upamiętniający Jadwigę Kowalczykównę i Jadwigę Jawurkównę oraz nauczycieli i absolwentów założonego przez nie Gimnazjum Żeńskiego znanego jako Szkoła na Wiejskiej w Warszawie, położony w miejscu, gdzie przed wojną mieściła się szkoła, w bezpośrednim sąsiedztwie pomnika Armii Krajowej i Polskiego Państwa Podziemnego;
u dołu: tablica poświęcona Jadwidze Kowalczykównie i Jadwidze Jawurkównie na dziedzińcu kościoła św. Marcina w Warszawie